# 圣昂热勒 (多姆山省)
圣昂热勒（法語：Saint-Angel，法語發音：[sɛ̃.t‿ɑ̃ʒɛl]）是法国多姆山省的一个市镇，属于里永区。

## 地理
圣昂热勒（45°59'46"N, 2°56'3"E）面积17.89 平方千米，位于法国奥弗涅-罗讷-阿尔卑斯大区多姆山省，该省份为法国中南部省份，北起阿列省接壤，东临卢瓦尔省，南至上盧瓦爾省和康塔爾省，西接科雷兹省和克勒兹省。
与圣昂热勒接壤的市镇（或旧市镇、城区）包括：芒扎、布洛莱格利斯、旧沙博尼耶尔、莱班新堡、维特拉克。

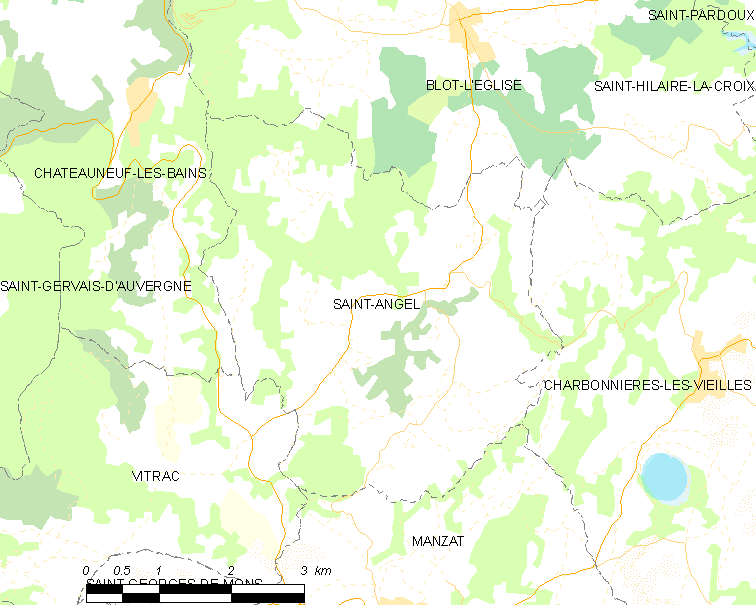
的OSM定位图

圣昂热勒的时区为UTC+01:00、UTC+02:00（夏令时）。

## 行政
圣昂热勒的邮政编码为63410，INSEE市镇编码为63318。

## 政治
圣昂热勒所属的省级选区为圣乔治德蒙斯县。

## 人口

1962-2008年间人口变化图示

圣昂热勒于2022年1月1日时的人口数量为474人。